# Comté de Belyando
Le comté de Belyando est une zone d'administration locale au centre-est du Queensland en Australie.
Le comté comprend les villes de :
- Clermont ;
- Moranbah.